# Joseph John Ruston
Joseph John Ruston (3. března 1809 Londýn – 2. března 1895 Vídeň) byl britský konstruktér a podnikatel. V Českých zemích je znám jakožto významný dopravní podnikatel, jenž se společně s Johnem Andrewsem průkopnickým způsobem zasloužil o rozvoj české říční paroplavby po Labi a po Vltavě. Dále také jako majitel pražské strojírny Ruston a spol., jež v Libni (v lokalitě, která dnes náleží do Karlína) vyráběla různé ocelové mostní konstrukce, kolejnice, parní stroje apod. V roce 1841 navrhl a postavil první český říční parník Bohemia.
Jeho pravnučkou byla herečka Audrey Hepburnová.